# Fàbrica d'Uralita
La Fàbrica d'Uralita és un conjunt fabril de Cerdanyola del Vallès i Ripollet (Vallès Occidental), inclòs a l'Inventari del Patrimoni Arquitectònic de Catalunya.

## Descripció
És un conjunt de naus naus, tres a Cerdanyola i tres a Ripollet. Estan formades per blocs de pedra artificial i les teulades a dues vessants són de plaques d'uralita. Les façanes estan decorades amb elements de tipologia clàssica: pilars jònics que separen les diferents obertures de llum, pilastres, cornises, etc., i són coronades per frontons motllurats.

## Història
El 1907, el barceloní Josep Maria Roviralta i Alemany, que de jove havia estat editor del setmanari modernista Luz, va fundar l'empresa Manufactures Roviralta, dedicada a la fabricació de fibrociment (material compost de ciment pòrtland reforçat amb fibres d'amiant). La fàbrica es va situar a la frontera dels termes municipals de Cerdanyola i Ripollet, i sembla que el seu germà Manel, que era escultor, tingué un paper decisiu en el disseny de les façanes.
Entre 1911 i 1915, la fàbrica es va ampliar amb noves naus al llarg de la carretera de Barcelona a Terrassa (N-150). El 1924, Josep Maria Roviralta va demanar va demanar permís per a edificar una nau entre els carrers de Sant Francesc i de Prat de la Riba, tancant el pas del carrer de Barberà. El 1930 es va construir «la Sibèria», al terme de Ripollet, on es fabricaven els modelats, és a dir, dipòsits, jardineres i tota mena de peces especials. El 1933, l'empresa es va constituir com a societat anònima Manufactures Eternit, sense incorporar la paraula Uralita, que prové d'Ural lithos o «pedra dels Urals», les muntanyes russes d'on procedia l'amiant.
El 1936, amb l'esclat de la Guerra Civil, la fàbrica va ser col·lectivitzada per la CNT-FAI, sota el nom Uralita Empresa Obrera Colectivizada, fins al final de la guerra. Amb l'arribada del franquisme, els Roviralta van haver de malvendre el negoci a Joan March i Ordinas (1880-1962), que havia recoltzat Franco i disposava d’una flota de vaixells mercants i de contactes internacionals amb els quals podia aconseguir l'amiant. A finals dels anys 1940, l'empresa va canviar de nom a Uralita SA.
L’any 1963 es va ampliar el complex amb la construcció d'una nova fàbrica de plaques al llarg de la carretera N-150 i la via del tren. L'any 2000, aquesta part fou adquirida pel Banc Sabadell i enderrocada per a construir-hi una promoció d'habitatges.
Hi van arribar a treballar unes 700 persones, i a partir dels anys 1970 es van detectar els primers casos d'asbestosi. Tot i que la fàbrica va tancar el 1997, els abocaments de residus han alterat la topografia de la zona, i les fibres d'amiant despreses són encara un perill a les zones no pavimentades, com els camins boscans de la serra de Collserola.